# 前田直行
前田 直行（まえだ なおつら、慶応2年9月7日（1866年10月15日） - 昭和18年（1943年）3月10日）は、明治・大正期の華族。前田土佐守家の第11代当主。父は第10代当主前田直信。子は前田政雄。

## 概要
明治11年（1878年）、10代前田直信から家督を相続した。時代が明治に変わっても前田土佐守家の立ち位置は変わらず、前田本家（旧加賀藩主家）の家令として、また学者として活動した。明治33年（1900年）5月9日、父直信の戊辰戦争の戦功によって男爵に叙爵される。先祖直方同様能書家で、漢書家として活躍し、その揮毫するところになる碑文は藩主家の遺跡をはじめ、石川県下のいたるところに存在する。大正年間には初代・利政の岳父である蒲生氏郷の銅像の除幕式のため、本家の当主である前田利為侯爵の代理として滋賀県に赴くなどもしている。遺物として着用した男爵大礼服と写真が現存する。昭和18年（1943年）死去。男爵の爵位は孫の正昭（政雄の子）が継いだ。

## 栄典
- 1900年（明治33年）5月9日 - 男爵[1]

## 著書
- 加賀藩史稿：編纂は永山近彰